# Straßenbahn Dessau
Die Straßenbahn Dessau ist der Hauptträger des öffentlichen Nahverkehrs in der Stadt Dessau-Roßlau. Sie verkehrt seit dem Jahr 1894 und wurde nach Stilllegungsplänen in den 1970er Jahren seit 1987 ausgebaut und modernisiert, so dass heute auf einem Streckennetz von 11,3 Kilometern Länge moderne Niederflurfahrzeuge verkehren. Das Straßenbahnnetz ist normalspurig und wird von der Dessauer Verkehrsgesellschaft (DVG) betrieben.

## Geschichte

### Dessauer Straßenbahngesellschaft (1894–1950)

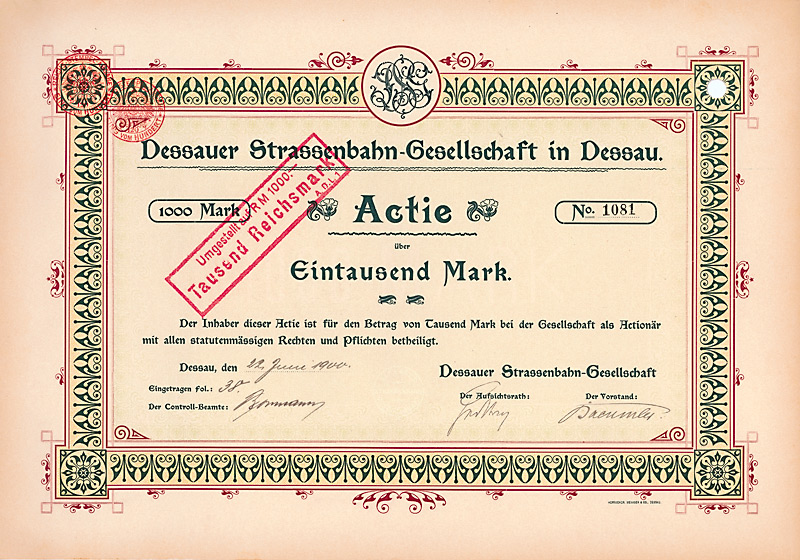
Aktie über 1000 Mark der Dessauer Straßenbahn-Gesellschaft vom 22. Juni 1900

Am 15. November 1894 wurde in Dessau die Gasmotorbahn eröffnet (diese Technik war Vorbild für die Hirschberger Talbahn). Die erste Linie wurde zwischen Post, Museum und Friedhof, wo sich auch das Depot befand, betrieben. Im Jahr 1895 wurde die Bahn zum Hauptbahnhof und zur Zuckerraffinerie an der Bahnstrecke nach Bitterfeld erweitert. Auf Grund von Explosionen zweier Gaslokomotiven wurde schon 1899 für eine Umstellung auf elektrischen Betrieb plädiert. Die Einstellung des Gasmotorbetriebs erfolgte zum 24. März 1901.
Am 26. März 1901 konnte der elektrische Betrieb auf der bis zum Elbhaus verlängerten Bahn aufgenommen werden. Am 28. März 1907 wurde die Strecke nach Roßlau in Betrieb genommen. Da weitere Straßenbahnstrecken nicht finanzierbar gewesen wären, wurde 1926 ein ständig verkehrender Omnibusbetrieb eröffnet.
Anfang der 1940er Jahre wurde das Straßenbahn-Streckennetz weiter nach Süden verlängert. Vom Friedhof III ging es 1941 bis zur Innsbrucker Straße, wo auch eine neue Wagenhalle entstand. 1943 erfolgte die Verlängerung bis zur Peterholzstraße. Im Zweiten Weltkrieg wurde neben der Stadt auch die Straßenbahn schwer getroffen.
Wenige Tage nach der Kapitulation konnte die erste Strecke wieder befahren werden. Die Gleise der Roßlauer Linie wurden abgebaut und in der Innenstadt wiederverwendet. Ende 1946 verkehrten wieder zwei Linien auf dem Stadtnetz. 1949 erfolgte die Streckenverlängerung von der Peterholzstraße zur Wendeschleife Tempelhofer Straße.

### VEB Dessauer Verkehrsbetriebe (1951–1990)
1951 wurde ein Konzept zur Stilllegung der Dessauer Straßenbahn und Umstellung auf Oberleitungsbus-Betrieb vorgestellt. Trotz moderner Gotha-Zweiachser wurde 1967 die Linie 3 zur Gärungschemie eingestellt und die Strecke 1971 abgebaut. In den Jahren 1972 bis 1974 wurde schrittweise die Linie 2 zum Rosenhof eingestellt. 1973 wurde der mittelfristige Erhalt der Linie 1 zwischen Bahnhof und Dessau-Süd zugesichert, da hier ein hohes Fahrgastaufkommen herrschte, das mit einem Vier-Minuten-Takt in der Hauptverkehrszeit abgedeckt wurde. Langfristig sollte das gesamte Stadtgebiet nur noch mit Bussen bedient werden.
1980 kam das Umdenken der Dessauer Stadtverwaltung: Mit einem neuen Nahverkehrsplan für die Stadt wurde der Neubau von drei Straßenbahnstrecken vorgesehen:
- Hauptbahnhof – Waggonbau
- Museum – Gärungschemie – Junkalor – Wohngebiet Zoberberg
- Friedhof – Wohngebiet Kreuzbergstraße

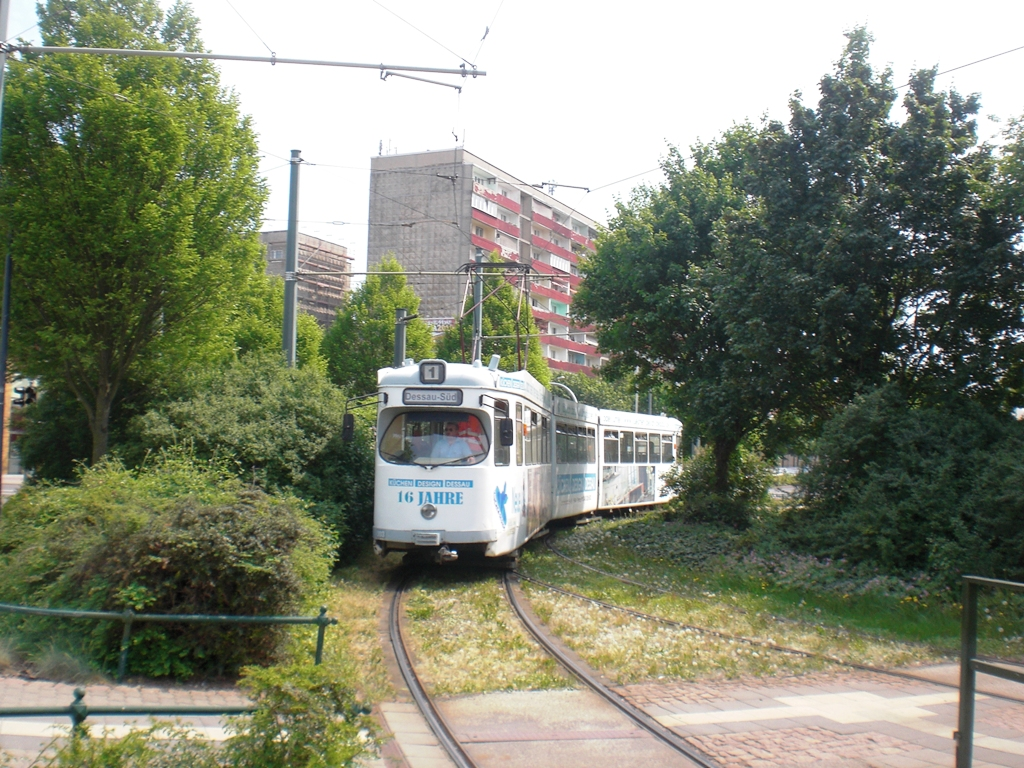
Der 2019 verkaufte GT8 Nr. 003

Realisiert wurde 1987 die Kreuzbergstrecke sowie in den Jahren 2000 bis 2002 die Zoberberg-Linie. Zum Waggonbau fährt bis heute der Bus. Zum 1. Mai 1987 konnte die Strecke zur Kreuzbergstraße in Betrieb genommen werden. Extra für den Wagen-Mehrbedarf wurden Wagen von der Schweriner Straßenbahn übernommen. Kurz vor der Wende war im Gespräch, gebrauchte Gotha-Gelenkzüge von der Leipziger Straßenbahn zu beschaffen. Jedoch verhinderte die Deutsche Wiedervereinigung diese Vorhaben.

### Dessauer Verkehrsgesellschaft (seit 1990)
Von 1990 bis 1995 wurde, außer der Kreuzberglinie, das gesamte Straßenbahnnetz modernisiert, saniert und auf eigene Bahnkörper verlegt beziehungsweise die Gleise abmarkiert. Am 23. März 1998 ging der von Bus und Straßenbahn gemeinsam genutzte Betriebshof an der Erich-Köckert-Straße in Betrieb. Gleichzeitig wurde der Finanzierungsvertrag für das Projekt Straßenbahn nach Dessau-West unterzeichnet. Dieses sah den Neubau einer 6,1 Kilometer langen Strecke zum Wohngebiet Zoberberg vor. Der erste Abschnitt von 3,1 Kilometern Länge bis zur Kleinen Schaftrift im Ortsteil Alten ging am 31. Oktober 2000 in Betrieb. Die Bedienung erfolgte durch die Linien 2 und 3, die von der Kreuzbergstraße bzw. vom Hauptbahnhof aus fuhren. Die Linie 2 wurde nach kurzer Zeit wieder eingestellt. Der 2,7 Kilometer lange Abschnitt zum Zoberberg folgte am 7. Juli 2002. Die neu eingerichtete Linie 3 übernahm die Bedienung. Die Streckennetzlänge verdoppelte sich damit nahezu auf 12,9 Kilometer.
Die Zukunft des Streckenastes zur Kreuzbergstraße war schon länger ungesichert. Ursprünglich sah die DVG die Stilllegung der Strecke bis zum Jahr 2010 vor; da die Bevölkerungszahl in dem Wohngebiet jedoch nicht im erwarteten Maß sank, wurde eine Schonfrist bis 2015 ausgesprochen. Der Ast wurde am 2. Juli 2016 eingestellt.
Im November 2018 wurde am Hauptbahnhof ein Kombibahnsteig für Straßenbahn- und Busverkehr in Betrieb genommen. In der Kavalierstraße, die verkehrsberuhigter gestaltet wurde, ersetzte die neue Haltestelle Bauhausmuseum die bisherige Haltestelle Hauptpost. Die meisten Buslinien verkehren seit dem Abschluss der Bauarbeiten im Februar 2019 nicht mehr durch die Fußgängerzone Zerbster Straße, sondern gebündelt mit der Straßenbahn.

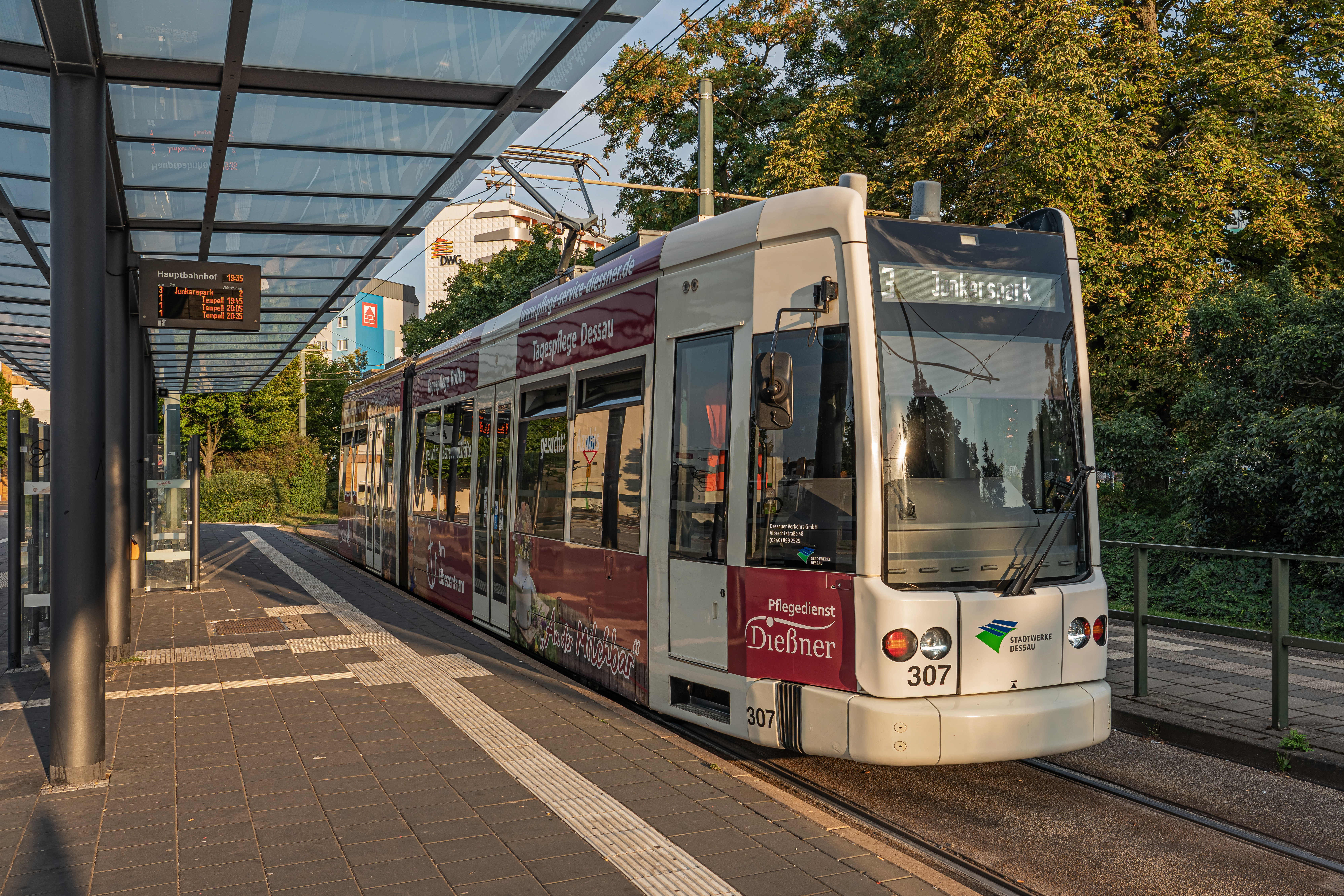
NGT 307 am Hauptbahnhof

### Optionen
Die noch in der DDR entwickelten Pläne für eine Neubaustrecke nach Norden in Richtung Rosenhof werden nicht mehr weiterverfolgt. Ein Gutachten des Dresdner Ingenieurbüros ISUP für den Nahverkehrsplan 2008–2015 nennt als Ausbaumöglichkeit die Anbindung von Roßlau und Wörlitz mit Zwei-System-Fahrzeugen über das bestehende Eisenbahnnetz. Planungen zur Umsetzung dieses Vorschlags gibt es noch nicht. Allerdings wurde beim Neubau der Bahnhofsbrücke 2003 eine mögliche Verknüpfung von Straßenbahn und Eisenbahn als Bauvorleistung bereits berücksichtigt.

## Linien und Takte
Die Straßenbahnlinien 1 (Hauptbahnhof – Dessau Süd) und 3 (Hauptbahnhof – Junkerspark) verkehren montags bis samstags im 15-Minuten-Takt, in den Früh- und Abendstunden sowie sonn- und feiertags alle 30 Minuten. Betriebsbeginn ist an Wochentagen gegen 5 Uhr, samstags um 6 Uhr und sonntags um 7 Uhr. Betriebsschluss ist an allen Verkehrstagen gegen 20:30 Uhr.
| Linie | Strecke                                         | Halte | Fahrzeit (HVZ) |
| ----- | ----------------------------------------------- | ----- | -------------- |
| 1     | Hauptbahnhof – Wasserwerkstraße – Dessau Süd    | 14    | 16 min         |
| 3     | Hauptbahnhof – Berufsschulzentrum – Junkerspark | 19    | 22 min         |

An allen Verkehrstagen sind die beiden Linien am Hauptbahnhof umlauftechnisch miteinander verknüpft. Ankommende Wagen der Linie 1 werden zur Linie 3 und umgekehrt. Montags bis samstags sind somit sechs Kurse unterwegs, sonn- und feiertags lediglich drei.
Bei Veranstaltungen oder anderen Einschränkungen, die die Sperrung des Abschnitts Hauptbahnhof – Museum Nord mit sich bringen, wird eine Sonderlinie 1/3 eingerichtet. Die Straßenbahnwagen pendeln dann zwischen den Endstellen Junkerspark und Dessau Süd, Busse fahren als Schienenersatzverkehr zwischen Hauptbahnhof und der Umsteigehaltestelle Dessau Center. Außerdem nutzt der Verstärkerkurs an Schultagen für das Berufsschulzentrum bei seiner Rückfahrt vom Junkerspark das Liniensignal 1/3.
Die Straßenbahnen rücken alle vom Betriebshof Erich-Köckert-Straße aus. Die Linien 1 und 3 verkehren als Linienfahrt ab den Haltestellen Dessauer Verkehrs-GmbH bzw. Friedhof III zu den Endstellen Dessau Süd respektive Junkerspark. Eingerückt wird grundsätzlich von der Endstelle Dessau Süd als Leerfahrt in das Depot.

## Fahrzeuge

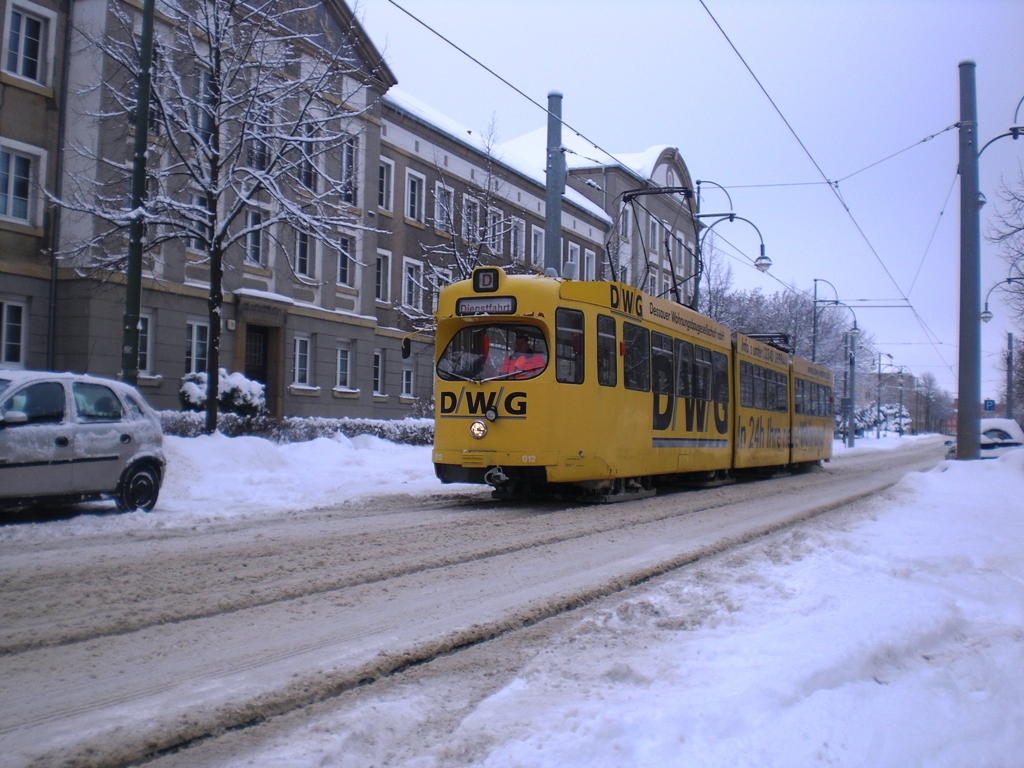
Der ehemalige Duisburger Düwag-Arbeitswagen 012 im Einsatz

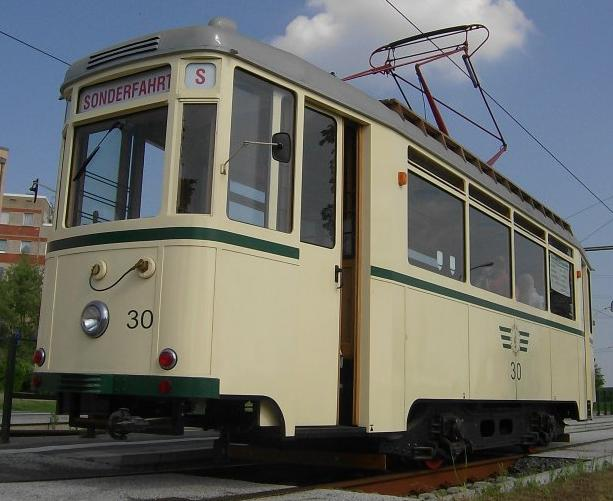
Historischer Triebwagen 30^{II} am Junkerspark

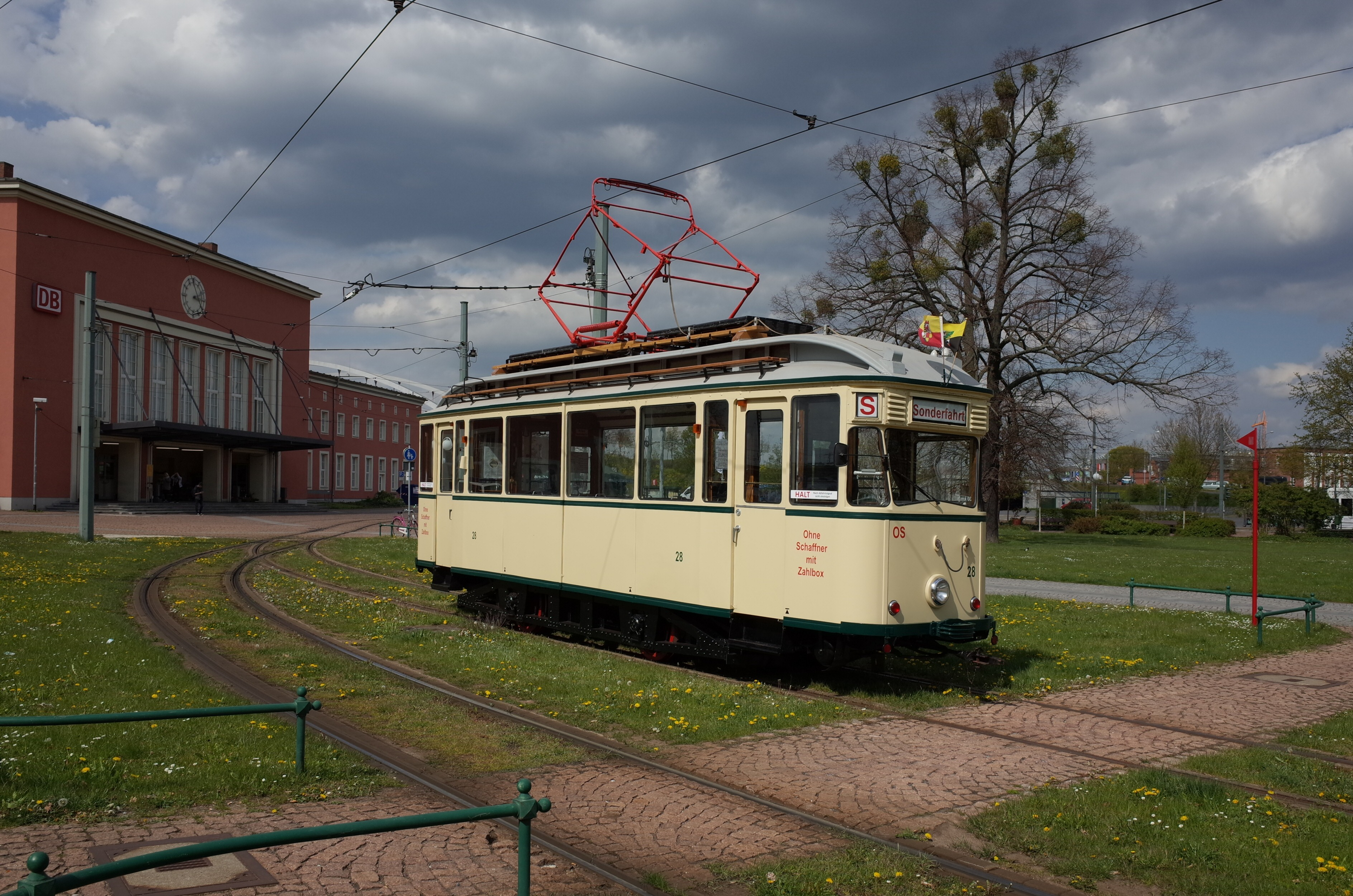
Restaurierter ehemaliger Leipziger Pullman-Triebwagen 28

1978 setzte sich der Fahrzeugpark der Dessauer Straßenbahn aus elf zweiachsigen Gotha-Triebwagen und 18 passenden Beiwagen, einem LOWA-Triebwagen, drei LOWA-Beiwagen sowie drei Reko-Triebwagen zusammen. Im selben Jahr wurden in einem Ringtauschverfahren zwei Magdeburger Einrichtungsfahrzeuge nach Dessau geholt, die wiederum zwei Zweirichtungswagen ersetzten, die die Woltersdorfer Straßenbahn erhielt. Die LOWA-Wagen wurden im Folgejahr ausgemustert. Bis 1989 stieg der Fahrzeugbestand auf 20 Trieb- und 33 Beiwagen des VEB Waggonbau Gotha an. 1987 kamen diverse Rekowagen der Schweriner Straßenbahn hinzu, ein Triebwagen ging 1989 zur Strausberger Eisenbahn. Dessau war einst – ähnlich wie Jena – Hochburg der Gotha- und Rekowagen. Nach ursprünglichen Planungen aus den 1980er Jahren sollte die Dessauer Straßenbahn bis 2020 den gesamten normalspurigen Gotha-Wagenpark der DDR „abfahren“.
1992 erhielt der Betrieb 14 gebrauchte Düwag-Achtachser der Duisburger Straßenbahn, die nach Eröffnung des Stadtbahntunnels dort entbehrlich wurden. Die Anderthalbrichtungswagen erhielten in Dessau die Wagennummern 001 bis 014. Die Gotha- und Reko-Wagen konnten dadurch vollständig aus dem Personenverkehr abgezogen werden, lediglich vier Fahrzeuge – je ein Trieb- und Beiwagen – blieben als historische Züge erhalten. Vier Düwag-Achtachser (008, 011, 013, 014) wurden 1997 an die Straßenbahn Norrköping verkauft, wo sie vorrangig als Ersatzteilspender dienten. Triebwagen 001 und 003 wurden in den Jahren 1999 und 2000 modernisiert, Triebwagen 007 und 012 erhielten 2001 eine Teilmodernisierung. Die Aufarbeitung der weiteren Fahrzeuge unterblieb, da der Betrieb mithilfe von Fördermitteln des Landes Sachsen-Anhalt zehn zweiteilige Niederflur-Gelenktriebwagen erwarb. Die Wagen gehören der Fahrzeugfamilie Flexity Classic des Herstellers Bombardier an und laufen in Dessau als Typ NGT6DE. Die ex-Duisburger Wagen wurden mit ihrer Auslieferung nach und nach ausgemustert.
Der Wagenpark setzt sich aus den zehn Niederflurtriebwagen sowie zwei verbliebenen Düwag-Achtachsern zusammen. Wagen 007 verkehrte ab 2014 kurzzeitig als „Partybimmel“ und ist seit einer Hauptuntersuchung im Sommer 2018 nur noch Fahrschul- und Winterdienstfahrzeug. Düwag-GT8 012 war von 2004 bis Dezember 2012 als Winterdienstwagen mit Schmierbügel im Einsatz und wurde dann mit Ablauf der Zulassung abgestellt. Außerdem werden mit dem Pullman-Wagen 28IV und dem Aufbauwagen 30II noch zwei historische Wagen vorgehalten. 2008 trennte man sich von den historischen Gotha-Triebwagen 21VII samt Beiwagen 109III und vom Reko-Triebwagen 40IV, die verschrottet wurden. Den historischen Arbeitswagen G2 gab man an die Straßenbahn Magdeburg ab.
| Wagennr. | Hersteller | Typ             | Baujahr | Anmerkungen |
| -------- | ---------- | --------------- | ------- | --- |
| 28IV     | Schumann   | Leipzig Typ 22c | 1925    | 2000 ex 30III, 1988 ex Leipzig 5051III (Pullman-Wagen, dort zuletzt Arbeitswagen)                                                                        |
| 30II     | LOWA       | Aufbauwagen     | 1948    | 2000 ex G1, 1971 ex 30II; hist. Tw |
| 007      | DUEWAG     | GT8             | 1964    | 1992 ex Duisburg 1052; 2001 teilmodernisiert; 2010 Fahrschul-, Party- und Winterdienstwagen                                                              |
| 012      | DUEWAG     | GT8             | 1966    | 1992 ex Duisburg 1057; 2001 teilmodernisiert; 2004–2012 Winterdienstfahrzeug mit zusätzlichem Enteisungsbügel; abgestellt, am 23. Okt. 2023 ausgesondert |
| 301–310  | Bombardier | NGT6DE          | 2001/02 | 70 % Niederflur |